# Gougère

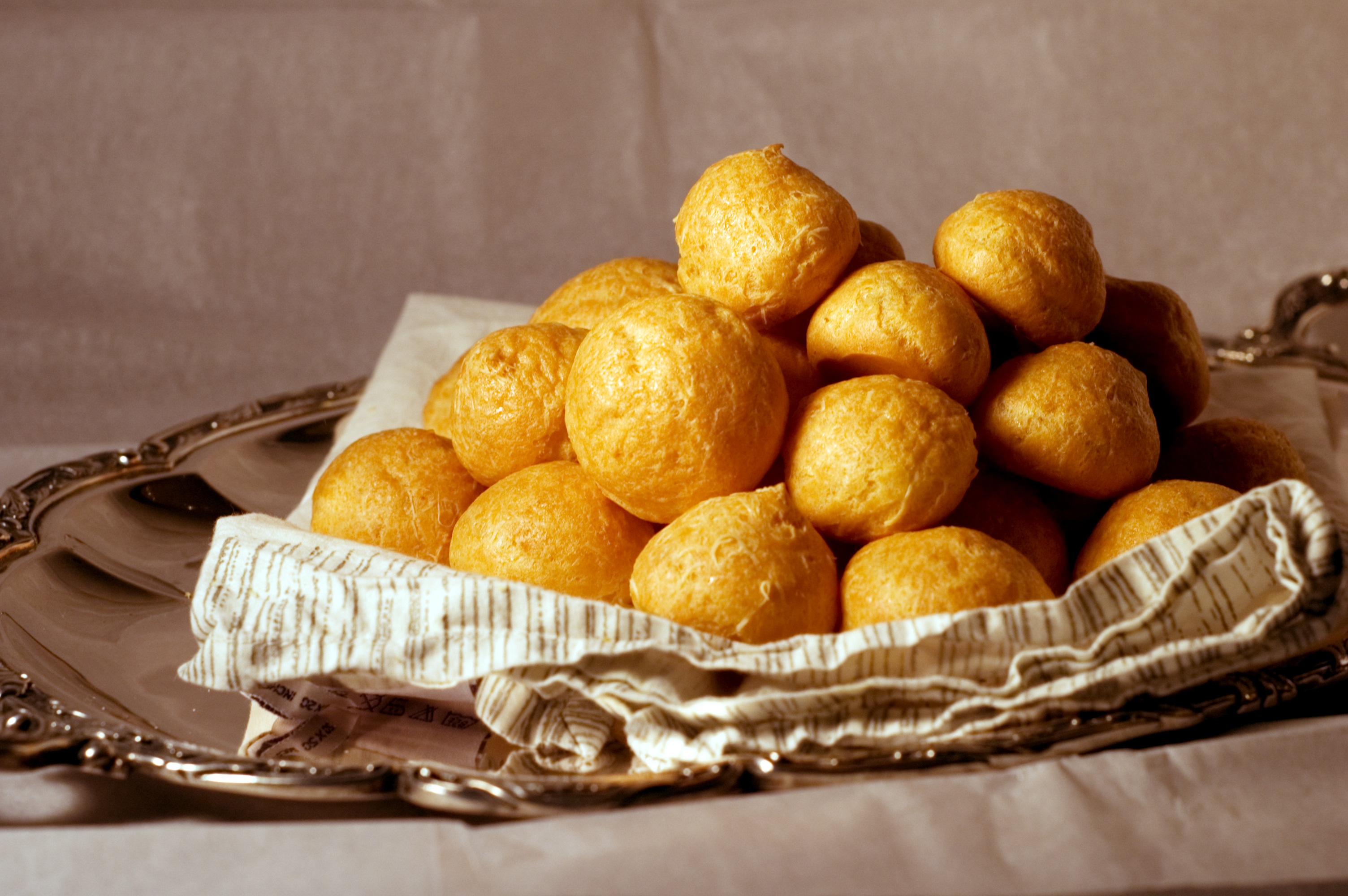
Gougères

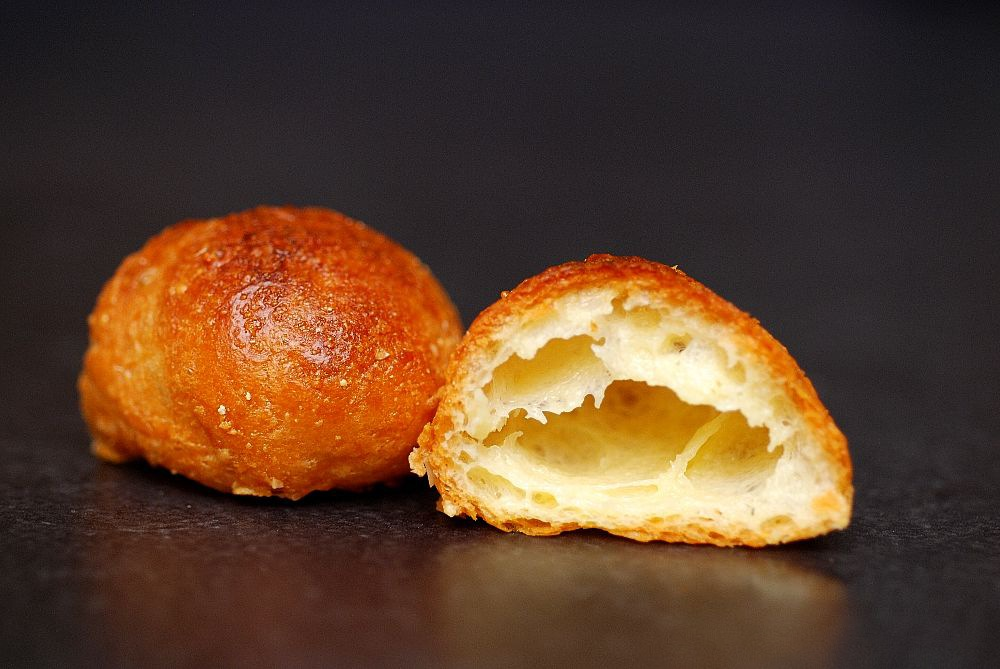
O interior de um gougère

O gougère (pronunciada(o) [ɡuʒɛʁ]), na culinária francesa, é um bolinho de massa choux misturada com queijo, com muitas variantes. O queijo usado pode ser versão ralada do gruyère, comté, ou emmentaler (emental), mas várias receitas incluem outros queijos e outros ingredientes.
Diz-se que os gougères provêm da Borgonha, em especial da cidade de Tonnerre, no departamento de Yonne.
Gougères podem vir em vários formatos, dentre eles o pequeno, com 3–4 cm de diâmetro; aperitivo, com 10–12 cm; individuais; ou em anel. Às vezes são recheados com outros ingredientes, tais como cogumelos, carnes ou presunto.

## História
Embora atualmente o termo se refira aos bolinhos de massa choux, os registros dos séculos XVIII e XIX sugerem que gougère fosse à época um termo genérico para vários tipos de preparações, algumas delas apenas com queijo, ovos e migalhas de pão.  O formato era circular, não esférico ou em anel.
Formas iniciais do gougère eram mais um cozido que uma massa, incluindo ervas, bacon, ovos, queijo, temperos e carne misturadas a sangue de algum animal e feitas num bucho de ovelha. Na França medieval, era um tipo de torta de queijo. Mais tarde, veio a ser associado ao Domingo de Ramos na região onde fica atualmente a Bélgica . Também há relatos em Auxerre (Borgonnha) no século XIX sob o nome de gouere.

## Nome
A palavra gougère foi grafada de variadas formas no passado: gouiere, gouyere, goïère, goyère, or gouyère.    A grafia atual remonta ao século XVIII.
Entretanto, a origem real da palavra é desconhecida.